# Captain California
Albums de Murs
Brighter Daze
(2015)
Captain California est le dixième album studio de Murs, sorti le 10 mars 2017.
L’album s'est classé 22e au Top Independent Albums.

## Liste des titres
| No  | Titre                                            | Producteur(s)   | Durée |
| --- | ------------------------------------------------ | --------------- | ----- |
| 1.  | Lemon Juice (featuring Curtiss King)             | Seven           | 4:05  |
| 2.  | Shakespeare on the Low (featuring Rexx Life Raj) | Wax Roof        | 3:22  |
| 3.  | GBKW (God Bless Kanye West)                      | K-R.O.K.        | 3:22  |
| 4.  | Colossus                                         | DJ Rek          | 3:10  |
| 5.  | Another Round (featuring Krizz Kaliko)           | Seven           | 3:22  |
| 6.  | Xmas and Thanksgiving                            | DJ Fresh        | 2:32  |
| 7.  | Summer                                           | MOD             | 2:38  |
| 8.  | 1000 Suns                                        | Seven           | 3:18  |
| 9.  | One Uh Those Days (featuring Reverie)            | Mr. Len         | 3:29  |
| 10. | G Is for Gentrify                                | Wax Roof        | 3:39  |
| 11. | Animals Damnit (featuring Beleaf)                | Buttercream Bob | 4:54  |
| 12. | Ay Caramba                                       | ARCiTEC         | 3:16  |
| 13. | Wanna Be High (featuring Big Too Big)            | Wax Roof        | 3:50  |

| 14. | Survivor                                           | OHGOSHLEOTUS | 3:13 |
| 15. | Same 'Ol Day (featuring ¡Mayday! et Eric Biddines) | Bernz        | 3:53 |